# Fallet Henry
Fallet Henry (originaltitel: Regarding Henry) är en amerikansk dramafilm från 1991 i regi av Mike Nichols och manus av J.J. Abrams.

## Handling
Henry (Harrison Ford) är en hård och samvetslös advokat i New York. När han en kväll skall köpa cigaretter i närbutiken blir han skjuten i huvudet. Han faller i koma och när han vaknar upp har han total minnesförlust. Han har förändrats; han är inte längre hänsynslös och älskar nu sin familj.

## Rollista (urval)
- Harrison Ford - Henry Turner
- Annette Bening - Sarah Turner
- Bill Nunn - Bradley
- Bruce Altman - Bruce, Henrys kollega
- Donald Moffat - Charlie Cameron